# Papiros bíblicos Chester Beatty

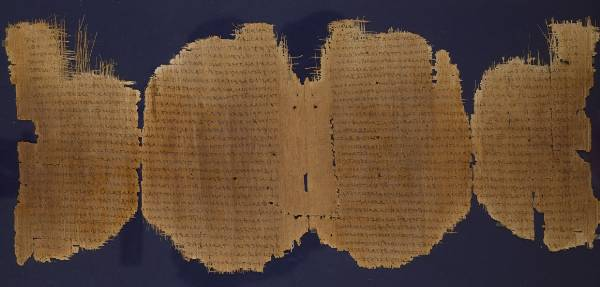
Papiro Chester Beatty, hojas 13-14, conteniendo partes del Evangelio de Lucas.

Los Papiros bíblicos Chester Beatty o simplemente Papiros Chester Beatty se refieren a un grupo de manuscritos en papiro de textos bíblicos. Los manuscritos están en griego y son de origen cristiano. Hay once manuscritos en el grupo, siete de ellos consisten en libros del Antiguo Testamento, tres son del Nuevo Testamento, y una parte conteniendo el libro de Enoc y de liturgia cristiana no identificada. La mayor parte están fechados en el siglo III y se conservan en la Biblioteca Chester Beatty y otra parte en la Universidad de Míchigan.
- Están divididos en tres categorías:
  - Papiro Chester Beatty 1 (P45)
  - Papiro Chester Beatty 2 (P46)
  - Papiro Chester Beatty 3 (P47)

Los papiros iniciales fueron probablemente obtenidos de antiguos comerciantes ilegales. A causa de esto las circunstancias exactas de su hallazgo no están claras. Una teoría establece que los manuscritos estaban en vasos cerca de las ruinas de la antigua ciudad de Atfih, en Egipto. Otra teoría afirma que la colección fue encontrada cerca de Fayum, otra ciudad egipcia.
La mayoría de los papiros fueron comprados a un mercader por Alfred Chester Beatty, con cuyo nombre se bautizó a los manuscritos, aunque algunas hojas fueron adquiridas por la Universidad de Míchigan y por algunos otros coleccionistas e instituciones. Las primeras páginas se dieron a conocer el 19 de noviembre de 1931, aunque el resto no sería adquirido hasta la década siguiente.
Frederic G. Kenyon, publicó un trabajo de 8 volúmenes de 1933 a 1958, sobre los manuscritos: The Chester Beatty Biblical Papyri: Descriptions and Texts of Twelve Manuscripts on Papyrus of the Greek Bible. Los papiros son catalogados generalmente como P. Chester Beatty seguido por la numeración romana correspondiente entre I-XII, uno para cada manuscrito. El nombre “Papiro Chester Beatty” o "Chester Beatty Papyri" puede también referirse a la colección de todos los manuscritos que Alfred Chester Beatty adquirió a lo largo de toda su vida.

## Colección

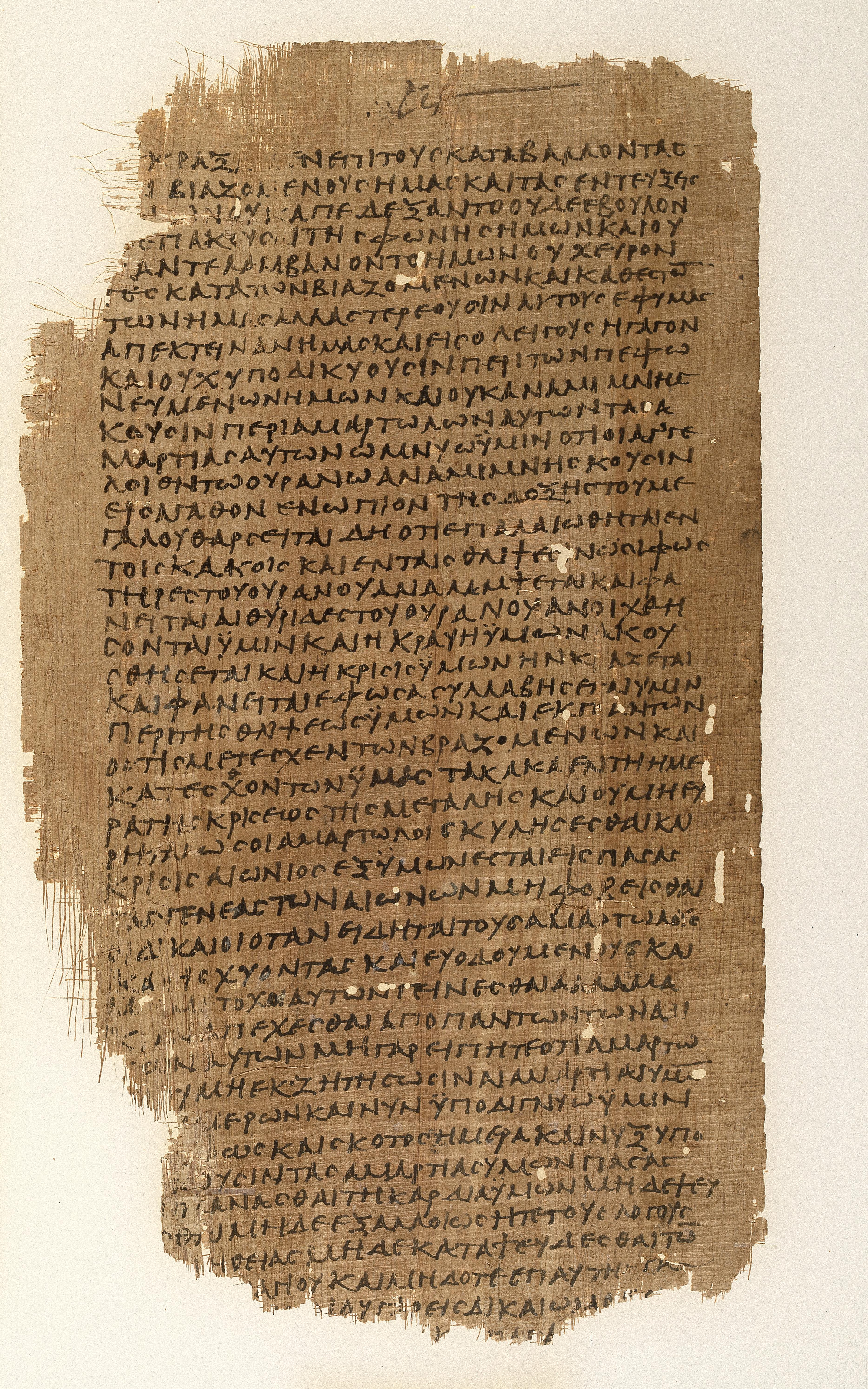
P. Chester Beatty XII, hoja 3, actualmente en la universidad de Míchigan.

Todos los manuscritos son textos en códice, que sorprendieron a los primeros académicos que los examinaron porque se creía que la existencia de códices en papiros no aparecería entre los cristianos hasta el siglo IV. La mayoría de los manuscritos data del siglo III, con algunos del siglo II. Los manuscritos ayudaron también a los académicos a comprender la construcción de códices en papiro. Hay una significativa variación entre la construcción de cada manuscrito.
El tamaño de la página varía de aproximadamente 14 por 24,2 cm (P. III) a 18 por 33 cm (P. VI). Algunos de los manuscritos se construyeron a partir de un único grupo de papiros (Pap. II, VII, IX + X), mientras que otros variaban de una única hoja(I) a cinco (V) o a siete (VII). El códice más grande (P. IX/X) contiene aproximadamente 236 páginas. Los manuscritos emplean los llamados nombres sagrados.
Un ejemplo notable está en el P. VI que contiene fragmentos del Antiguo Testamento. El nombre Joshua, relacionado lingüísticamente con Jesús fue considerado un nombre sagrado y fue abreviado como tal.
Todos con excepción de dos (P. XI XII) de los once manuscritos, están datados antes del siglo IV, y presentan evidencias significativas del origen griego del texto, empleado en Egipto antes de la persecución de Diocleciano, y donde los textos cristianos acababan por ser destruidos, en el período que antecede a los códices (Codex Vaticanus y Codex Sinaiticus).

## Manuscritos del Antiguo Testamento

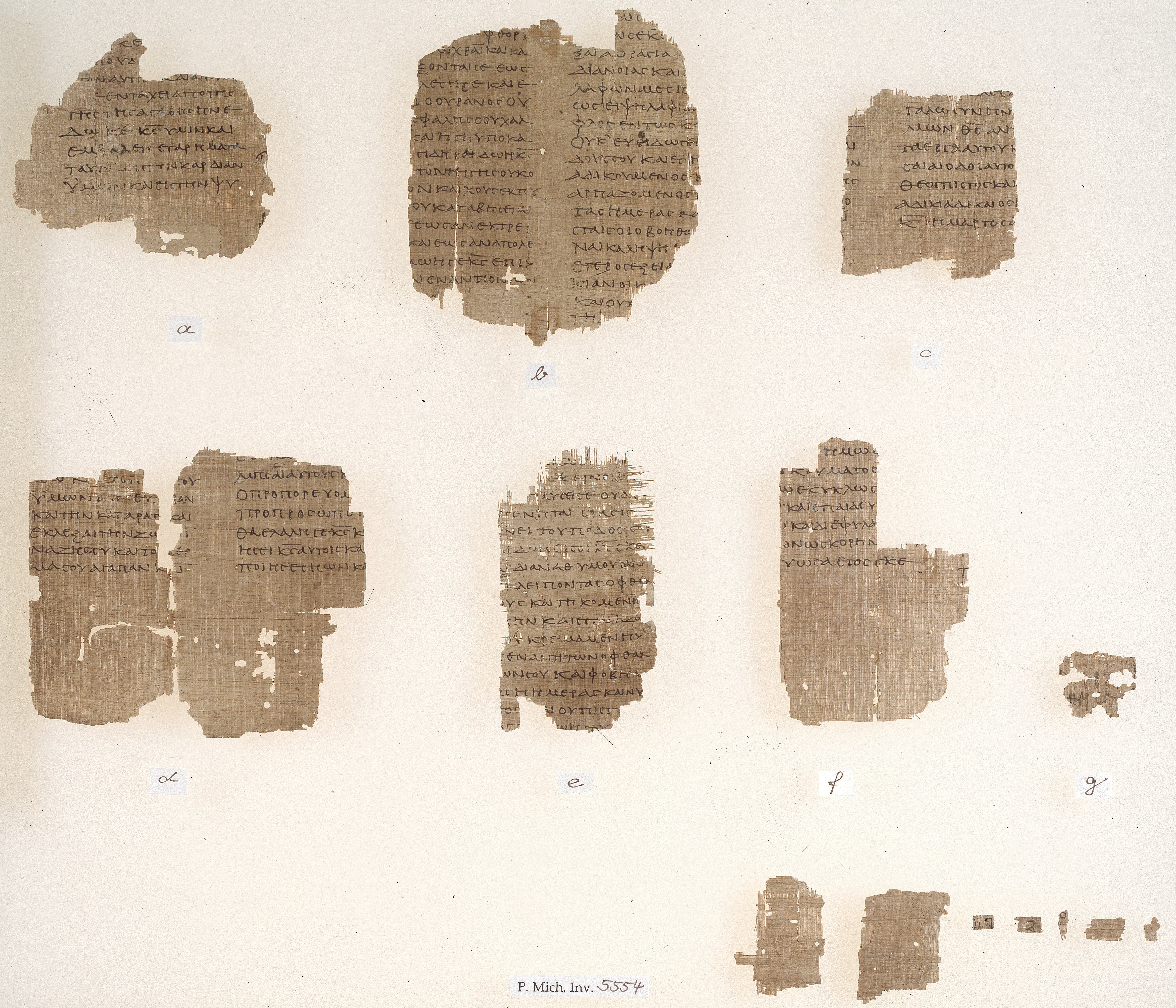
Fragmentos del P. Cheaster Beatty VI. Contienen partes del Deuteronomio.

Originalmente, se pensaba que ocho de los manuscritos de la colección contenían fragmentos del Antiguo Testamento, pero la constatación de que dos textos pertenecían realmente al mismo códice dio por resultado la existencia de siete manuscritos dedicados al Antiguo Testamento, todos siguiendo el texto de la Septuaginta.
- P. IV y V – Dos manuscritos que contienen fragmentos del Génesis, uno fechado en el siglo III, y el otro en el siglo IV. Estos manuscritos son importantes porque son los textos griegos más antiguos del Antiguo Testamento, anteriores al Codex Vaticanus y al Codex Sinaiticus.
- P. VI – Un manuscrito del Libro de los Números y del Deuteronomio, consistiendo en 50 hojas fragmentadas de un total de 108, datado en la primera mitad del siglo II. Es el manuscrito más reciente de la colección.
- P. VII – Un manuscrito deteriorado del libro de Isaías, con notas marginales, fechadas en el siglo III.
- P. VIII – Dos hojas fragmentadas del libro de Jeremías, en torno al 200 d. C.
- P. IX/X – Un manuscrito de los libros de Ezequiel, Daniel, y Ester. Se conservan apenas 50 hojas de las 118, 29 de ellas en la Biblioteca de Chester Beatty (8 de Ezequiel, 8 de Ester, y 13 de Daniel), y otras 21 de Ezequiel están en la Biblioteca Memorial da Universidade de Harvey S. Firestone.
- P. XI – Dos hojas fragmentadas del Eclesiastés, datado en el siglo IV.

## Manuscritos del Nuevo Testamento

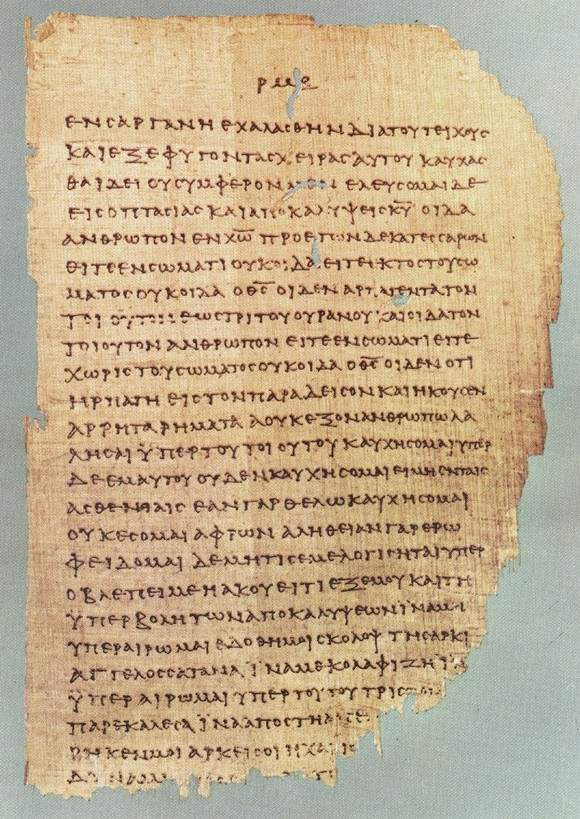
P^{46} conteniendo II Corintios 11:33-12:9

Hay tres manuscritos del Nuevo Testamento que son parte de los Papiros de Chester Beatty. El primero, P. I, está etiquetado basándose en el sistema de numeración Gregory-Aland, como el P45 y era originalmente un códice de 110 hojas que contenía los cuatro Evangelios canónicos y de Hechos. 
Se conservan 30 hojas fragmentadas, consistiendo en dos hojas pequeñas del Evangelio de Mateo (capítulos 20/21 e 25/26), partes del Evangelio de Lucas (capítulos 4-9, 11-12, do 6-7, do 9-14), partes del Evangelio de Juan (4-5, do 10-11), y de los Hechos de los apóstoles (4-17). El orden de los evangelios sigue la tradición occidental, Mateo, Juan, Lucas, Marcos y Hechos. Estos fragmentos Paleográficos están fechados en la primera mitad del siglo III. 
P46 es el segundo manuscrito del Nuevo Testamento de la colección Chester Beatty (P. II), y era un códice que contenía las Epístolas paulinas fechado en torno al año 200 d. C. Lo que se conserva hoy día del manuscrito son aproximadamente 85 de las 104 hojas, que contienen los capítulos de la Epístola a los Romanos 5-6, 8-15, y todas las correspondientes a Hebreos, Efesios, Gálatas, Filipenses, Colosenses, I Corintios, II Corintios, y I Tessalonicenses 1-2, e 5.
Las hojas se han deteriorado parcialmente, perdiéndose por ello algunas líneas del final de cada una. 
P. III es el último manuscrito del Nuevo Testamento, P47, y contiene 10 hojas del Apocalipsis de San Juan, capítulos 9-17. Este manuscrito está datado también en el siglo III.